# ران-دی.ام.سی
ران-دی.ام.سی. (انگلیسی: Run–D.M.C.) یک گروه موسیقی هیپ-هاپ آمریکایی بود. این گروه سال ۱۹۸۱ در محله هولیس کویین، نیویورک؛ توسط، جوزف سیمسونز، دارل مکدانیلز و جم مستر جی تشکیل شد. از ران-دی.ام.سی.، به عنوان یکی از تأثیر گذارترین و پر قدرت‌ترین گروه‌های تاریخ موسیقی هیپ-هاپ یاد می‌شود.

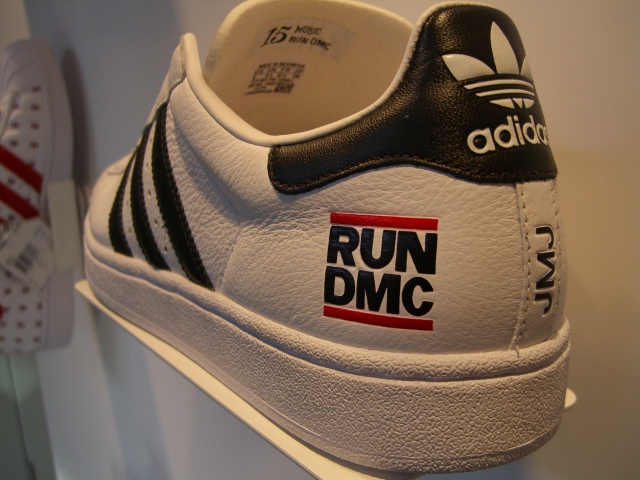
کفش ورزشی آدیداس با نشان ران-دی. ام. سی

## آلبوم شناسی
- ران-دی.ام.سی. (۱۹۸۴)
- پادشاه راک (۱۹۸۵)
- برافراشتن جهنم (۱۹۸۶)
- با یکدیگر از چرم (۱۹۸۸)
- بازگشت از جهنم (۱۹۹۰)
- مرگ بر پادشا (۱۹۹۳)
- تاج سلطنتی (۲۰۰۱)